# P.J. Walker
Phillip Walker Jr., detto P.J. (Elizabeth, 26 febbraio 1995), è un giocatore di football americano statunitense che milita nel ruolo di quarterback per i Seattle Seahawks della National Football League (NFL).

## Carriera

### Indianapolis Colts
Dopo non essere stato scelto nel Draft NFL 2017, il 3 maggio Walker firmò con gli Indianapolis Colts. Vi trascorse tre stagioni nella squadra di allenamento senza mai scendere in campo.

### Houston Roughnecks
Nell'ottobre 2019 Walker fu scelto nel Draft della rinata XFL dagli Houston Roughnecks. Con essi nel 2020 disputò cinque partite guidando la lega in yard passate e touchdown passati prima che i pericoli legati alla pandemia di COVID-19 facessero terminare in anticipo la stagione.

### Carolina Panthers
Il 23 marzo 2020, Walker firmò con i Carolina Panthers, riunendosi con il suo ex capo-allenatore al college Matt Rhule. Nella settimana 11, con Teddy Bridgewater infortunato, disputò la sua prima partita come titolare nella NFL passando 258 yard, un touchdown e 2 intercetti nella vittoria per 20-0 contro i Detroit Lions.
Nella settimana 10 della stagione 2021 Walker partì come titolare al posto dell'infortunato Sam Darnold passando 167 yard e un intercetto nella vittoria sugli Arizona Cardinals.
Dopo gli infortuni di Baker Mayfield e di Darnold, nella settimana 7 della stagione 2022 tornò titolare, perdendo la sua prima gara in carriera come partente tra XFL e NFL. Si rifece sette giorni dopo guidando i Panthers alla seconda vittoria stagionale contro i Tampa Bay Buccaneers passando 177 yard e 2 touchdown. Partì come titolare anche nella settimana 9 ma dopo un primo tempo difficoltoso contro i Cincinnati Bengals, fu rilevato da Mayfield.

### Chicago Bears
Il 15 marzo 2023 Walker firmó con i Chicago Bears. Il 27 agosto fu svincolato.

### Cleveland Browns
Il 30 agosto 2023 Walker firmò con la squadra di allenamento dei Cleveland Browns. Nel sesto turno partì come titolare al posto dell'infortunato Deshaun Watson e, grazie anche all'arcigna difesa dei Browns, riuscì a battere i precedentemente imbattuti San Francisco 49ers in una gara che terminò con 192 yard passate e 2 intercetti subiti. Watson tornó titolare nella gara successiva ma la sua partita duró poco a causa di un nuovo infortunio e Walker lo sostituì, guidando nel finale il drive finale della vittoria sugli Indianapolis Colts.

### Seattle Seahawks
Il 6 giugno 2024 Walker firmó con i Seattle Seahawks.